# Ole Arntzen
Ole Arntzen (* 1946 in Oslo; † 26. Juni 2013 ebenda) war ein norwegischer Skispringer, Skisprungtrainer und -funktionär.

## Werdegang
Nachdem Arntzen in seiner Jugend im Fußball, Tennis, Orientierungslauf und in der Leichtathletik aktiv war, kam er in seiner Jugend in Berührung mit dem nordischen Skisport. Mit nur 17 Jahren war er als bis dahin jüngster Teilnehmer überhaupt Mitglied der norwegischen Delegation bei der Vierschanzentournee 1963/64. Nach einem 36. Platz in Oberstdorf erreichte er die Plätze 26 in Innsbruck und 31 in Bischofshofen. Am Ende belegte er Rang 22 der Tournee-Gesamtwertung. Ein Jahr später bei der Vierschanzentournee 1964/65 trat er noch einmal in Oberstdorf an und wurde 58. In der Gesamtwertung reichte dies für Rang 32.
Bei den Norwegischen Meisterschaften 1965 in Bærum gewann er von der Großschanze hinter Torgeir Brandtzæg und Bjørn Wirkola die Bronzemedaille.
Nach dem Ende seiner aktiven Laufbahn war Arntzen als Skisprungtrainer bei seinem Heimatverein IL Heming. Von 1987 bis 1990 war er Vereinsvorsitzender. Von 2005 bis zu seinem Tod war er Geschäftsführer von Hemings Råd und Herausgeber der Zeitschrift Hemingavisen.
Nach seinem Tod am 26. Juni wurde Arntzen am 4. Juli 2013 auf dem Friedhof der Kirche in Ris beigesetzt.

## Erfolge

### Vierschanzentournee-Platzierungen
| Saison  | Platz | Punkte |
| ------- | ----- | ------ |
| 1963/64 | 22.   | 760,9  |
| 1964/65 | 32.   | 718,0  |

## Auszeichnungen
Arntzen bekam für seine Erfolge und Leistungen im Laufe der Jahre diverse Auszeichnungen verliehen. So die Representasjonsmedaljen 1965, den Hedersmerket 1982, den Sølvskålen 1989 und den Hemingordenen 1991.